# Ewig (Attendorn)
Ewig ist ein Ortsteil der Stadt Attendorn im Kreis Olpe (Nordrhein-Westfalen) und hat 83 Einwohner (Stand 30. Juni 2024).

## Geografie
Der Ortsteil Ewig liegt südwestlich des Kernortes Attendorn, östlich von Neu-Listernohl und nördlich des Staudamms vom Biggesee. Durch den Ort führt die Kölner Straße (L 539), die Bahnstrecke Finnentrop-Olpe, und fließt die Ihne, die am Biggekraftwerk in die Bigge mündet.

## Geschichte
Erstmals wird Ewig in einer Urkunde der Abtei Siegburg 1166 als mansum in Awich erwähnt. Im Mittelalter bis in die frühe Neuzeit wurde Ewig am Ende in der Regel mit ch (Ewich) geschrieben. Der Ortsname kann als Siedlung am Wasser gedeutet werden.
Ein Adelsgeschlecht wird erstmals 1258 mit dem Ritter Ecchehart von Ewich erwähnt. 1287 hatte Rutger von Ewich aus seinen Gütern in Ewich eine Abgabe von 6 Schilling an das Kloster Siegburg zu zahlen. Um 1307 bezogen Rutger und Adolph von Ewich als Ministerialen des Erzbischofs von Köln von diesem je 6 Mark als Lehen. Schon im 14. Jahrhundert wurde der Stammsitz der Familie in zwei Rittergüter aufgeteilt. Das eine kam im 15. Jahrhundert an die Herren von Heygen zu Ewich und Heggen. Das andere verkaufte sein letzter Besitzer, Godefridus de Ewich am 19. August 1420 an eine Stiftung, deren Besitz später die Gründung des Klosters Ewig ermöglichte. Die Herren von Ewich führten im Wappenschild einen Querbalken und über demselben zwei nebeneinander stehende Mühleisen.
Das von einem Wassergraben umgebene Rittergut der Herren von Heygen zu Ewich lag oberhalb des Klosters, dort wo sich heute die Gebäude der Justizvollzugsanstalt befinden. Zudem gehörte ihnen ab 1446 der zwischen Gut Hespecke und Kloster gelegene Jakobshof. In Urkunden werden 1446 Wedekind von Heygen zu Ewich oder später ab 1541 Johann von Heygen zu Ewich als Besitzer genannt. Am 22. Februar 1562 verkaufen Johann von Heygen und seine Frau Anna dem Kloster Ewig eine Rente von 10 Talern aus ihrem Gut zu Ewig, auf dem Jakob Heldener und seine Frau Anna sitzen. In einer Abschätzung des Jakobshofes im Jahre 1575 werden ein Hof mit Gebäuden, ein Garten und Kamp, zehn Ackerländereien, ein Berg am Rautersbeul, je ein Hagen am jähen Rade und an der Lingert sowie drei Wiesen aufgezählt.
Wegen Verschuldung wurde der Heygener Besitz zu Ewig, darunter auch der Jakobshof, zwischen Johann von Heygen zu Ewig, Hermann von Neuhoff zu Ahausen und Johann von Bönninghausen 1575 gerichtlich geteilt. Die Erben Johann von Heygens, die Familie von Droste zu Erwitte, verkaufte ihren Anteil am 10. September 1676 an das Kloster Ewig.
Der Jakobshof fiel schließlich nach verschiedenen Verhandlungen mit den von Neuhoff zu Ahausen im Jahre 1618 an den kaiserlichen Generalfeldwachtmeister Lothar Dietrich von Bönninghausen, der ihn am 26. März 1636 dem Kloster Ewig übereignete. Aber schon kurz darauf wurde der Jakobshof im Dreißigjährigen Krieg verwüstet und das Kloster ließ die Hofgebäude verfallen und benutzte nur noch die zugehörigen Liegenschaften. 1649 heißt es im Kopfschatzregister: „Jacobs Hoff ist verfallen und sitzt darin 1 fraw, ernert sich spinnen“ (ernährt sich vom Spinnen).
Das in der Nähe liegende Gut Hespecke war 1338 in Besitz der Arnsberger Grafen. Danach kam es an das Erzstift Köln, die es an Lehnsleute vergab. Ab 1581 ging das Gut als Lehen an die von Fürstenberg. Der Ortsname Hespecke kann als Pferdebach gedeutet werden. Im 19. Jahrhundert waren die Brüder Karl und Josef Frank Gutsbesitzer, bis im Jahre 1900 der preußische Staat das Gut kauft und mit der Domäne Ewig vereinigt. 1944 ging Gut Hespecke mit den landwirtschaftlich genutzten Ländereien durch Tausch an den Kaufmann Ramacher.
Politisch gehörten Ewig und Hespecke zum Amt Waldenburg und im Gogericht und Kirchspiel Attendorn zur Bauerschaft Albringhausen, der auch Nachbarorte wie Fernholte, Weschede, Beukenbeul u. a. angehörten. Im Schatzungsregister von 1565 wird in der Bauerschaft ein Jacob zu Ewigh (Jakobshof) mit einer Abgabe von 1½ Goldgulden genannt. In Hespecke gaben Gockel und Jacob zu Heßbeck jeweils einen Goldgulden an Steuer.
Das Adressbuch von 1899 führt in Ewig die Namen „Franz (Königlicher Oberförster), Adam Halbfas (Verwalter) und Metzler (Königlicher Förster)“ auf.
Im Jahre 1936 gab es in Ewig 3 Wohnhäuser mit 3 Haushaltungen und 26 Einwohner. In Hespecke 3 Wohnhäuser mit 6 Haushaltungen und 27 Einwohner. Im Jahr 1988 hatte Ewig 49 Einwohner.
Dort wo sich heute die Staumauer des Biggesees befindet gab es vor dem Bau direkt an der Ihne den Wohnplatz Schabernack mit 3 Wohnhäuser und 43 Bewohner (Stand: 1951).
Ab 1819 gehörte Ewig im Amt Attendorn zur Gemeinde Attendorn-Land, bis die Landgemeinde 1969 in die Stadt Attendorn eingegliedert wurde. Heute prägen die Justizvollzugsanstalt Attendorn, das acs-Automotive Center Südwestfalen, Firmen und Werkstätten, einige Wohnhäuser und das Hotel-Restaurant „Forsthaus Ewig“ den Ortsteil.